# Почекета Дмитро Петрович
Дмитро́ Петро́вич Почеке́та — молодший сержант Збройних сил України.
Брав участь у боях на сході України в складі 8-го окремого полку. В мирний час проживає у місті Хмельницький.

## Нагороди
За особисту мужність, сумлінне та бездоганне служіння Українському народові, зразкове виконання військового обов'язку відзначений — нагороджений
- орденом «За мужність» III ступеня (4.12.2015).